# مارتین‌ایر
مارتین‌ایر (به انگلیسی: Martinaire) یک شرکت هواپیمایی است که در تاریخ ۱۹۷۸ میلادی تأسیس شده‌است. دفتر مرکزی مارتین‌ایر در فرودگاه آدیسون واقع شده‌است و قطب این شرکت هواپیمایی در فرودگاه آدیسون قرار دارد.